# William Clarke (Radsportler)

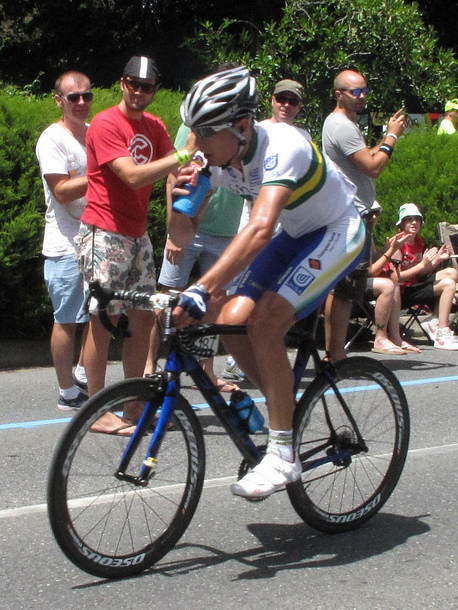
Clarke bei der Tour Down Under 2012

William Clarke (* 11. April 1985 in Tasmanien, Australien) ist ein australischer Radrennfahrer.
William Clarke begann im Jahr 2007 mit dem Radsport. Auf professioneller Ebene fuhr er zunächst ab dem Jahr 2009 im australischen Continental Team Praties, das 2010 zum Team Genesys Wealth Advisers wurde. In den Monaten August und September 2010 wurde er als Stagiaire in das Profiteam ag2r La Mondiale eingeladen. Nach dieser Zeit wurde er zur Saison 2011 vom neu gegründeten Team Leopard Trek aufgenommen.
2012 gewann Clarke je eine Etappe der Tour Down Under und der Tour of Japan. 2014 entschied er erneut eine Etappe der Tour of Japan für sich wie den Prolog der Tour de Kumano und eine Etappe der Tour of Iran. 2015 und 2016 gewann er den Prolog der Herald Sun Tour, 2016 gewann er zudem zwei Etappen der Tour de Taiwan, den Prolog der Österreich-Rundfahrt sowie eine Etappe der Portugal-Rundfahrt. 2017 startete er bei der Vuelta a España und belegte Rang 157 in der Gesamtwertung.

## Erfolge
2012
- eine Etappe Tour Down Under
- eine Etappe Tour of Japan

2014
- eine Etappe Tour of Japan
- Prolog Tour de Kumano
- eine Etappe Tour of Iran

2015
- Prolog Herald Sun Tour

2016
- Prolog Herald Sun Tour
- zwei Etappen Tour de Taiwan
- Prolog Österreich-Rundfahrt
- eine Etappe Portugal-Rundfahrt

## Grand-Tour-Platzierungen
| Grand Tour            | 2017 | 2018 | 2019 |
| --------------------- | ---- | ---- | ---- |
| Giro d’ItaliaGiro     | –    | –    | 141  |
| Tour de FranceTour    | –    | –    |      |
| Vuelta a EspañaVuelta | 157  | –    |      |

## Teams
- 2008 Praties
- 2009 Praties
- 2010 Genesys Wealth Advisers
- 2010 AG2R La Mondiale (Stagiaire)
- 2011 Leopard Trek
- 2012 Champion System
- 2013 Team Argos-Shimano
- 2014 Drapac Professional Cycling
- 2015 Drapac Professional Cycling
- 2016 Drapac Professional Cycling
- 2017 Cannondale Drapac Professional Cycling Team
- 2018 EF Education First-Drapac powered by Cannondale
- 2019 Trek-Segafredo